# Samobójstwo złożone
Samobójstwo złożone (kombinowane) – odmiana samobójstwa, w którym samobójca, chcąc pozbawić się życia stosuje równolegle dwie, a nawet więcej metod, z których każda bywa w tym celu wykorzystywana; np. sprawca samobójstwa złożonego może spożyć środki o działaniu toksycznym, a następnie porazić się prądem, czy też skoczyć ze znacznej wysokości (definicja Brunona Hołysta).
Osoba dokonująca samobójstwa złożonego stosuje często wyrafinowany plan działania – wymaga to od niej zaangażowania zdolności logistycznych. Istotną cechą samobójstw złożonych jest ich wysoka skuteczność, a także (wyrażone w zastosowanym, często misternym planie działania) wyraźne pragnienie własnej śmierci, co nie jest regułą, ponieważ rzadko spotyka się samobójców przewidujących całkowitą nieuchronność zamachu.
Samobójstwa złożone wywołują określone problemy śledcze, gdyż do śledczych należy ustalenie, czy sprawca zastosował dwie (lub więcej) metody samobójstwa jednocześnie, czy też konkretna metoda jest konsekwencją niepowodzenia pierwszej, zastosowanej wcześniej.